# Cordyla (plante)
Genre
Classification phylogénétique
Synonymes
- Dupuya J. H. Kirkbr[2].

Cordyla est un genre de plantes à fleurs dicotylédones de la famille des Fabaceae, sous-famille des Faboideae, originaire d'Afrique tropicale, qui comprend sept espèces acceptées.

## Étymologie
Le nom générique, « Cordyla », est dérivé d'une racine grecque,  κορδύλη (kordýlē), « massue », en référence à la forme du calice avant son expansion.

## Liste d'espèces
Selon The Plant List (16 novembre 2018) :
- Cordyla africana Lour.
- Cordyla densiflora Milne-Redh.
- Cordyla haraka Capuron
- Cordyla madagascariensis R.Vig.
- Cordyla pinnata (A.Rich.) Milne-Redh.
- Cordyla richardii Milne-Redh.
- Cordyla somalensis J.B.Gillett